# Vazguen Tevanian
Vazguen Tevanian (en armenio: Վազգեն Թևանյան; Pokr Vedi, 27 de octubre de 1999) es un deportista armenio que compite en lucha libre.
Ganó una medalla de bronce en el Campeonato Mundial de Lucha de 2023 y dos medallas en el Campeonato Europeo de Lucha, en los años 2023 y 2025.
Participó en dos Juegos Olímpicos de Verano, en los años 2020 y 2024, ocupando el séptimo lugar en París 2024, en la categoría de 65 kg.

## Palmarés internacional
| Campeonato Mundial | Campeonato Mundial      | Campeonato Mundial | Campeonato Mundial |
| Año                | Lugar                   | Medalla            | Categoría          |
| ------------------ | ----------------------- | ------------------ | ------------------ |
| 2023               | Belgrado (Serbia)       | Medalla de bronce  | 65 kg              |
| Campeonato Europeo |                         |                    |                    |
| Año                | Lugar                   | Medalla            | Categoría          |
| 2023               | Zagreb (Croacia)        | Medalla de oro     | 65 kg              |
| 2025               | Bratislava (Eslovaquia) | Medalla de bronce  | 65 kg              |